# 大虹桥
大虹桥位于扬州市瘦西湖。该桥最初为木桥，建于明末，因红色栏杆而命名为红桥。1735年改建为单拱石桥，重新命名为虹桥。大虹桥列为扬州市文物保护单位。